# Berliner Ganymed-Gruppe
Als Berliner Ganymed-Gruppe wird eine Gruppe apulischer, rotfiguriger Vasen aus der 2. Hälfte des 4. Jahrhunderts v. Chr. bezeichnet, die stilistisch dem Lykurgos-Maler nahestehen. Dabei handelt es sich um Vasen, die im sogenannten ornate style bemalt wurden und zu den qualitativ hochwertigsten unteritalischen Vasenmalereien gehören. Die Bemalung zeichnet sich durch ihre perspektivischen Verkürzungen und den gestaffelten Bildaufbau aus. Die dargestellten Figuren wirken leicht und elegant. Namensgebend für die Gruppe ist der Kelchkrater F 3297 in der Berliner Antikensammlung, auf dem die seltene Darstellung des Ganymedknaben zu sehen ist, der von Zeus in Gestalt eines Schwanes verfolgt wird.